# Rebelião Somali (1986–1992)
A Rebelião Somali ocorreu na Somália de 1986 a 1992, culminou na queda do regime de Siad Barre e deu início à Guerra Civil Somali.
A Rebelião Somali teve início quando Siad Barre começou a atacar grupos dissidentes baseados em clãs, contrários ao seu governo, com suas forças especiais, os "Boinas Vermelhas" (Duub Cas). Os dissidentes foram se tornando mais poderosos quase uma década depois da mudança abrupta de lealdade somali da União Soviética para os Estados Unidos e da desastrosa Guerra de Ogaden de 1977 a 1978. 
Quando Barre foi ferido em um acidente automobilístico em 23 de maio de 1986, rivais dentro do próprio governo e grupos de oposição se tornaram mais ousados e entraram em conflito aberto. A fuga de Siad Barre da capital, em 26 de janeiro de 1991, marcou uma mudança distinta no conflito. Daquela data até abril de 1992, os combates continuaram até a chegada das missões da ONU à Somália (UNOSOM I e UNOSOM II).
A rebelião é dividida em duas fases distintas:
- 23 de maio de 1986 - 26 de janeiro de 1991: os eventos e movimentos revolucionários antes da queda de Siad Barre;
- 26 de janeiro de 1991 - Abril de 1992: eventos e movimentos revolucionários após a queda de Siad Barre, mas antes do advento das missões da ONU para a Somália (UNOSOM I, UNITAF, UNOSOM II) e Operação Restore Hope .

## Somalilândia e Puntlândia
Em 1991, o Movimento Nacional Somali declarou a parte noroeste do país independente. Embora internacionalmente reconhecida como uma região autônoma da Somália, a Somalilândia, assim como a vizinha Puntlândia, permaneceu relativamente pacífica. 